# 韓時謙
韓時謙（1709年—？），字號不詳，山西省太原府交城縣原瓶都（今屬太原市古交市）人，清朝政治人物。

## 生平
乾隆六年（1741年）辛酉科山西鄉試舉人。
乾隆十年（1745年）乙丑科第二甲第九十九名進士出身。以知縣候選。
十八年（1753年），籤分直隸保定府望都縣知縣。二十一年（1756年）去任。